# Cuzorn
Cuzorn é uma comuna francesa na região administrativa da Nova Aquitânia, no departamento Lot-et-Garonne. Estende-se por uma área de 23,1 km². Em 2010 a comuna tinha 868 habitantes (densidade: 37,6 hab./km²).